# Grande Prêmio da China de 2019
O Grande Prêmio da China de 2019 (formalmente denominado Formula 1 2019 Heineken Chinese Grand Prix) foi a terceira etapa da temporada de 2019 da Fórmula 1. Disputada em 14 de abril de 2019 no Circuito Internacional de Xangai, Xangai, China
Essa corrida é o milésimo Grande Prêmio da história da categoria.

## Relatório

### Antecedentes
Batida violenta de Alexander Albon
No finalzinho da terceira sessão de treinos livres, Alexander Albon invadiu a grama artificial, sabidamente conhecida por ter pouca aderência, e acabou perdendo a traseira do carro. Albon ainda tentou corrigir a trajetória, mas àquela altura já havia virado passageiro do carro e isso provocou a bandeira vermelha e decretando o fim precoce do terceiro treino. Apesar da força da batida, o piloto deixou o carro andando e ficou de fora da disputa do treino classificatório.

### Treino Classificatório
Q1
Na primeira série de tentativas, a Ferrari começou na frente, com Vettel marcando 1m33s557, meio segundo mais rápido do que Leclerc, que foi atrapalhado por Antonio Giovinazzi. Mas aí as Mercedes entraram na pista e Bottas já cravou o melhor tempo do fim de semana (1m32s658), batendo Hamilton em 0s457, enquanto Verstappen ficou em terceiro, à frente do alemão.
Dos pilotos mais bem colocados, apenas Leclerc fez uma tentativa e pulou para segundo, a apenas 0s054 de Bottas. Na briga pelas últimas vagas no Q2, Kimi Raikkonen e Lando Norris, que têm largado mais à frente em 2019, sofreram para avançar, mas se salvaram.
Já Lance Stroll teve a sétima eliminação consecutiva no Q1, a terceira só este ano. George Russell e Robert Kubica, da Williams, vão largar na penúltima fila desta vez, mas graças aos problemas de Antonio Giovinazzi, que não marcou tempo, e Alexander Albon, que não disputou a classificação após o acidente no terceiro treino livre.
Eliminados: Lance Stroll (Racing Point), George Russell (Williams) e Robert Kubica (Williams)
Não Participou: Antonio Giovinazzi (Alfa Romeo) e Alexander Albon (Toro Rosso)
Q2
Como os pneus macios não devem ser os mais utilizados na corrida, os principais pilotos foram para a pista com pneus médios no começo do Q2. Bottas voltou a andar forte e de cara fez o melhor tempo do fim de semana até então (1m31s728), batendo por mais de meio segundo Vettel, Leclerc, Verstappen e Hamilton, este então a 0s8.
Na segunda rodada de voltas lançadas, apenas Hamilton melhorou seu tempo e assumiu a liderança, apenas 0s091 à frente de Bottas. Vettel vinha para melhorar seu tempo com pneus macios, mas tirou o pé para não fazer uma volta mais rápida e, desta forma, ser obrigado a largar com esse composto - Hamilton usou os médios para fazer a melhor marca.
Eliminados: Daniil Kvyat (STR), Sergio Pérez (Racing Point), Kimi Raikkonen (Alfa Romeo), Carlos Sainz (McLaren) e Lando Norris (McLaren)
Q3
A parte final do treino seguiu dominada pela Mercedes. Na primeira tentativa, Bottas foi melhor nos dois primeiros setores, enquanto Hamilton foi o mais rápido no último trecho, mas o finlandês ficou 0s007 à frente, enquanto Vettel ficou em terceiro, à frente de Verstappen e Leclerc.
Nas últimas tentativas, Hamilton fez o melhor primeiro setor e deu a impressão de que superaria Bottas, mas não fez um grande último trecho, enquanto o finlandês melhorou o próprio tempo. Na disputa entre as Ferraris, Vettel bateu Leclerc em 0s017. Mesmo atrapalhado na abertura da sua última tentativa pelo posicionamento de pista, Verstappen foi o quinto.
No finalzinho do Q3, Max Verstappen reduziu a velocidade para ganhar espaço em relação aos que iam à sua frente, mas acabou ultrapassado por Sebastian Vettel e, com a redução ainda maior, também foi superado por Daniel Ricciardo e Nico Hulkenberg. Max teve de tirar tanto o pé, que não conseguiu abrir outra volta antes da bandeirada final.

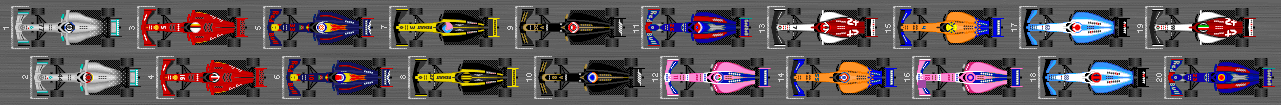
Grid de Largada

### Corrida
Durante a volta de apresentação, Max Verstappen e Robert Kubica rodaram já que a temperatura da pista era de 29ºC.
Quando as luzes vermelhas se apagaram, Lewis Hamilton conseguiu passar Valtteri Bottas e Charles Leclerc fez a ultrapassagem sobre Sebastian Vettel. Verstappen manteve a quinta colocação. No fim do pelotão, Daniil Kvyat foi tocado pela McLaren de Carlos Sainz e acabou acertando a de Lando Norris, com o britânico escapando por muito pouco de capotar na pista. Voltas depois, o russo foi punido com um drive-through.
O safety-car virtual foi acionado para a remoção dos detritos na pista, mas logo a corrida voltou ao regime normal. Pierre Gasly vinha em sexto lugar, seguido por Daniel Ricciardo, Sergio Pérez — que fez grande largada depois de sair de 12º —, Nico Hülkenberg e Romain Grosjean completando a lista dos dez primeiros nas voltas iniciais.
Nas primeiras voltas, as Mercedes abriram boa vantagem para as Ferrari, com 2s4 entre Hamilton e Bottas, outros 2s4 entre Bottas e Leclerc e uma vantagem menor do monegasco para Vettel, de apenas 0s8. O alemão mostrava ter melhor performance, mas não o suficiente para se aproximar e ganhar a posição. Verstappen tentava ficar ali perto de Vettel, enquanto Pierre Gasly, mesmo com pneus macios, já estava 6s atrás de Max, que vinha com os médios.
Com 11 voltas, veio a ordem de Ferrari para Leclerc: "Deixe Sebastian passar". O monegasco respondeu: "Estou abrindo vantagem". Mesmo assim, Charles permitiu a ultrapassagem na reta dos boxes, e Vettel subiu para terceiro lutar para tentar se aproximar dos carros da Mercedes. O jovem piloto da Ferrari não se mostrou nada satisfeito com a decisão, mas acabou ouvindo do pit-lane: "Fizemos nosso trabalho, continue focado".
"Estou perdendo muito tempo. Não sei se vocês querem saber ou não, mas só para vocês saberem", disparou Leclerc via rádio, muito insatisfeito pela decisão e por não conseguir chegar em Vettel. Assim, Bottas abria uma vantagem de 7s para as Ferrari, enquanto Verstappen reduzia a diferença para o carro do monegasco.
Quem enfrentava problemas era Nico Hülkenberg, que amargava mais um abandono na temporada ao recolher com sua Renault para os boxes. Pouco depois, Verstappen entrava nos pits para a Red Bull trocar os pneus macios pelos duros, ousando com uma estratégia para tentar ir até o final. E Lando Norris, que vinha em 19º e último, se arrastava com um dano na asa dianteira.
Na volta 19, a Ferrari chamou Vettel para fazer seu pit-stop e trocar os pneus médios pelos duros, adotando a mesma estratégia de Verstappen. O alemão conseguiu voltar à frente da Red Bull, mas o holandês tinha mais ritmo pelos pneus mais quentes e conseguiu se aproximar. No fim da volta, Max retardou a freada e conseguiu passar Vettel, que colocou lado a lado para dar o X em uma belíssima manobra para se colocar novamente à frente.
Enquanto Vettel tinha um forte ritmo com os pneus duros, a Ferrari mantinha Leclerc na pista com os desgastados compostos médios, e o monegasco sofria com o desgaste dos pneus, perdendo assim muito tempo. Já Bottas, confortável no segundo lugar, fazia seu pit-stop na volta 22 para colocar pneus duros e tentar ir até o fim, mesmo com 44 voltas ainda para a bandeirada final. Hamilton foi aos boxes no giro seguinte com um pit-stop sem problemas. Leclerc parou em seguida, mas o monegasco perdeu de longe a quarta posição para Verstappen, em claro erro de estratégia da Ferrari com o jovem piloto.
Hamilton voltou do pit-stop mais lento que seu companheiro de equipe e reclamou com a Mercedes: "Por que vocês fizeram primeiro a parada de Bottas?". A diferença, que havia chegado a 5s antes da parada, caiu para cerca de 1s3. Mas depois o pentacampeão conseguiu não apenas controlar, mas aumentar a vantagem sobre o finlandês. No pelotão intermediário, Kimi Räikkönen voltava de um pit-stop complicado com a Alfa Romeo atrás de Kevin Magnussen, mas depois conseguiu fazer uma bela manobra para retomar a décima colocação.
A partir da volta 30, a corrida já não tinha tanta emoção, com poucas batalhas na pista. Leclerc se aproximava de Verstappen volta a volta, enquanto o holandês parecia não ter condições de lutar com Vettel pelo terceiro lugar. Na frente, Hamilton voltava a ter uma vantagem bastante confortável perante Bottas, que fazia uma corrida tranquila e tinha o segundo lugar assegurado. Gasly, mesmo em sexto, fazia uma corrida discretíssima, enquanto Ricciardo era o 'melhor do resto' com a Renault.

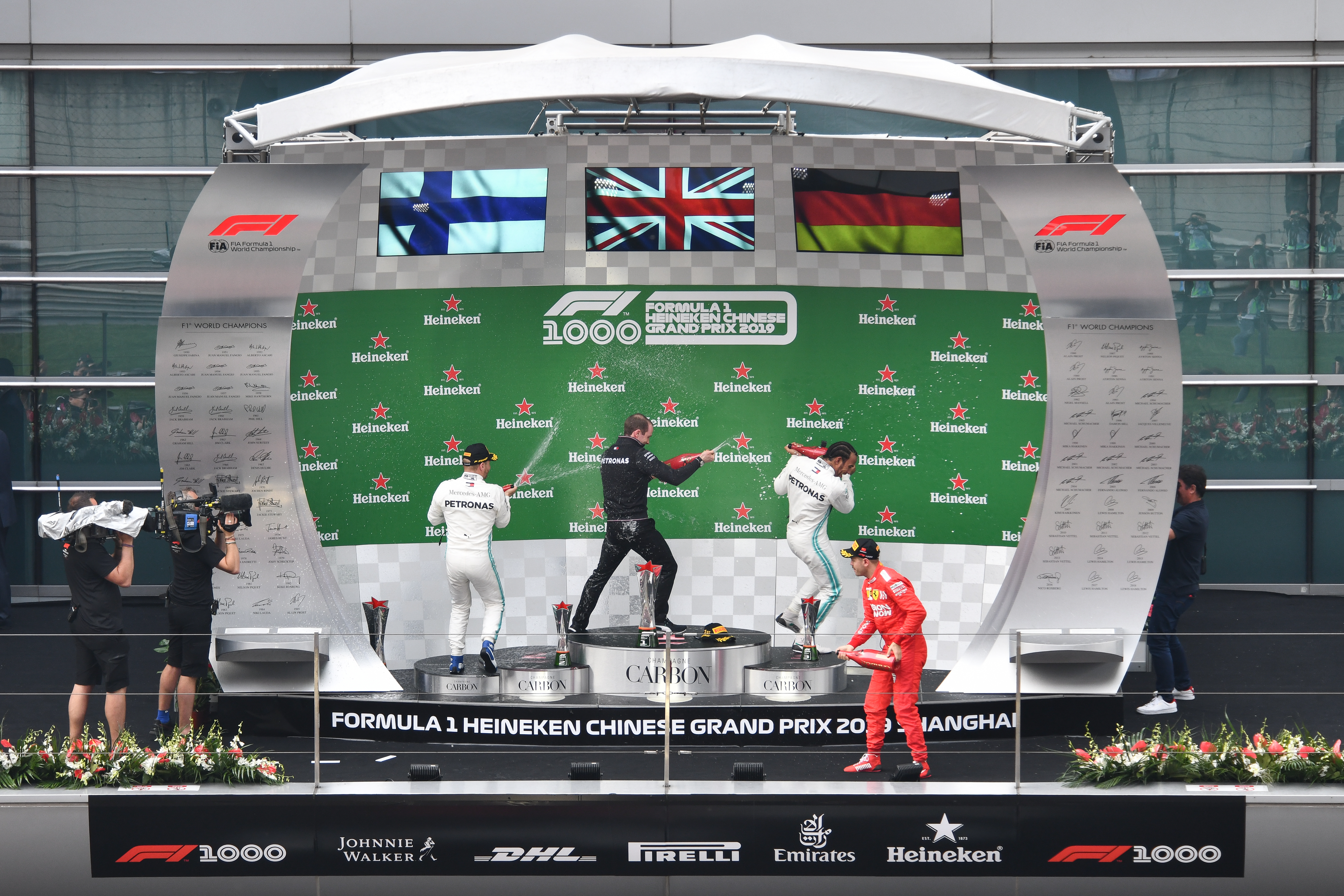
O pódio da milésima corrida da Fórmula 1

Ferrari e Red Bull travaram uma batalha estratégica. Primeiro foi Verstappen, que parou na volta 35 para trocar os pneus duros pelos médios. No giro seguinte, foi a vez de Vettel também parar para mudar os compostos brancos pelos amarelos. Assim, Leclerc subia novamente para a terceira colocação e tinha 10s6 à frente de Vettel. A Mercedes também partiu para a mesma estratégia e chamou primeiro Hamilton, com Bottas parando segundos depois. Leclerc, então, ganhava mais uma posição ao subir para segundo.
Com pneus mais rápidos, Bottas sofreu para passar Leclerc, que defendeu bravamente a posição por cerca de uma volta. Mas o finlandês aproveitou o acionamento da asa móvel na grande reta para fazer a ultrapassagem e voltar ao segundo lugar.
Leclerc se arrastava com os pneus duros e foi presa fácil para a ultrapassagem de Vettel. O monegasco teve de fazer o pit-stop para colocar um novo jogo de pneus médios, mas voltou a cair para a quinta colocação, sendo ultrapassado por Verstappen. E nos boxes da Toro Rosso, Kvyat encerrava uma participação apagada na China.
A corrida seguiu para seu desfecho com Hamilton bem confortável na frente, seguido por Bottas e Vettel, que tinha a volta mais rápida da corrida. Verstappen e Leclerc fechavam a lista dos cinco primeiros, com Gasly, Ricciardo, Pérez, Räikkönen e Alexander Albon completando a relação dos dez primeiros colocados, resultado que prevaleceu até a bandeirada final.
Nas voltas finais, Norris recolheu para os boxes da McLaren e abandonou a corrida, enquanto Gasly fez um pit-stop extra e colocou pneus macios para tentar fazer a volta mais rápida da corrida e garantir um ponto a mais no campeonato. No fim, o francês conseguiu tomar o ponto de Vettel ao marcar a volta mais rápida da prova. Hamilton, por sua vez, recebeu a bandeirada das mãos de Alain Prost e comemorou mais uma vitória histórica na F1.

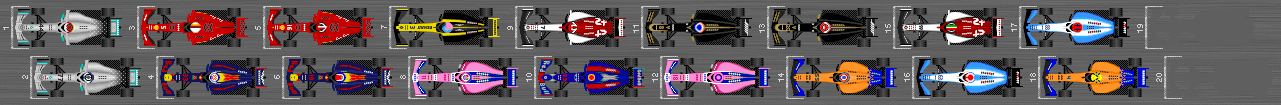
Resultado da corrida

## Pneus
| Nome do composto | Cor | Banda de rolamento | Condições de Tempo | Dry Type | Aderência       | Longevidade   |
| ---------------- | --- | ------------------ | ------------------ | -------- | --------------- | ------------- |
| Macio (C4)       |     | Slick (P Zero)     | Seco               | Soft     | Mais aderência  | Menos durável |
| Médio (C3)       |     | Slick (P Zero)     | Seco               | Medium   | Médio           | Médio         |
| Duro (C2)        |     | Slick (P Zero)     | Seco               | Hard     | Menos aderência | Mais durável  |

| Escolhas de Pneus de cada piloto para o GP da China: | Escolhas de Pneus de cada piloto para o GP da China: | Escolhas de Pneus de cada piloto para o GP da China: | Escolhas de Pneus de cada piloto para o GP da China: | Escolhas de Pneus de cada piloto para o GP da China: | Escolhas de Pneus de cada piloto para o GP da China: |
| ---------------------------------------------------- | ---------------------------------------------------- | ---------------------------------------------------- | ---------------------------------------------------- | ---------------------------------------------------- | ---------------------------------------------------- |
| Nº                                                   | Pilotos                                              | Equipe(s)                                            | Duro                                                 | Médio                                                | Macio                                                |
| 44                                                   | Lewis Hamilton                                       | Mercedes                                             |                                                      |                                                      |                                                      |
| 77                                                   | Valtteri Bottas                                      | Mercedes                                             |                                                      |                                                      |                                                      |
| 5                                                    | Sebastian Vettel                                     | Ferrari                                              |                                                      |                                                      |                                                      |
| 16                                                   | Charles Leclerc                                      | Ferrari                                              |                                                      |                                                      |                                                      |
| 33                                                   | Max Verstappen                                       | Red Bull-Honda                                       |                                                      |                                                      |                                                      |
| 10                                                   | Pierre Gasly                                         | Red Bull-Honda                                       |                                                      |                                                      |                                                      |
| 3                                                    | Daniel Ricciardo                                     | Renault                                              |                                                      |                                                      |                                                      |
| 27                                                   | Nico Hülkenberg                                      | Renault                                              |                                                      |                                                      |                                                      |
| 8                                                    | Romain Grosjean                                      | Haas-Ferrari                                         |                                                      |                                                      |                                                      |
| 20                                                   | Kevin Magnussen                                      | Haas-Ferrari                                         |                                                      |                                                      |                                                      |
| 55                                                   | Carlos Sainz Jr.                                     | McLaren-Renault                                      |                                                      |                                                      |                                                      |
| 4                                                    | Lando Norris                                         | McLaren-Renault                                      |                                                      |                                                      |                                                      |
| 11                                                   | Sergio Pérez                                         | Racing Point-Mercedes                                |                                                      |                                                      |                                                      |
| 18                                                   | Lance Stroll                                         | Racing Point-Mercedes                                |                                                      |                                                      |                                                      |
| 7                                                    | Kimi Raikkonen                                       | Alfa Romeo Racing-Ferrari                            |                                                      |                                                      |                                                      |
| 99                                                   | Antonio Giovinazzi                                   | Alfa Romeo Racing-Ferrari                            |                                                      |                                                      |                                                      |
| 23                                                   | Alexander Albon                                      | Toro Rosso-Honda                                     |                                                      |                                                      |                                                      |
| 26                                                   | Daniil Kvyat                                         | Toro Rosso-Honda                                     |                                                      |                                                      |                                                      |
| 88                                                   | Robert Kubica                                        | Williams-Mercedes                                    |                                                      |                                                      |                                                      |
| 63                                                   | George Russell                                       | Williams-Mercedes                                    |                                                      |                                                      |                                                      |

## Resultados

### Treino Classificatório
| Pos.                     | Nº | Piloto             | Construtor                | Q1       | Pneus | Q2       | Pneus | Q3       | Pneus | Grid |
| ------------------------ | -- | ------------------ | ------------------------- | -------- | ----- | -------- | ----- | -------- | ----- | ---- |
| 1                        | 77 | Valtteri Bottas    | Mercedes                  | 1:32.658 |       | 1:31.728 |       | 1:31.547 |       | 1    |
| 2                        | 44 | Lewis Hamilton     | Mercedes                  | 1:33.115 |       | 1:31.637 |       | 1:31.570 |       | 2    |
| 3                        | 5  | Sebastian Vettel   | Ferrari                   | 1:33.557 |       | 1:32.232 |       | 1:31.848 |       | 3    |
| 4                        | 16 | Charles Leclerc    | Ferrari                   | 1:32.712 |       | 1:32.324 |       | 1:31.865 |       | 4    |
| 5                        | 33 | Max Verstappen     | Red Bull-Honda            | 1:33.274 |       | 1:32.369 |       | 1:32.089 |       | 5    |
| 6                        | 10 | Pierre Gasly       | Red Bull-Honda            | 1:33.863 |       | 1:32.948 |       | 1:32.930 |       | 6    |
| 7                        | 3  | Daniel Ricciardo   | Renault                   | 1:33.709 |       | 1:33.214 |       | 1:32.958 |       | 7    |
| 8                        | 27 | Nico Hülkenberg    | Renault                   | 1:33.644 |       | 1:32.968 |       | 1:32.962 |       | 8    |
| 9                        | 20 | Kevin Magnussen    | Haas-Ferrari              | 1:34.036 |       | 1:33.150 |       | S/Tempo  |       | 9    |
| 10                       | 8  | Romain Grosjean    | Haas-Ferrari              | 1:33.752 |       | 1:33.156 |       | S/Tempo  |       | 10   |
| 11                       | 26 | Daniil Kvyat       | Toro Rosso-Honda          | 1:33.783 |       | 1:33.236 |       | —        | —     | 11   |
| 12                       | 11 | Sergio Pérez       | Racing Point-BWT Mercedes | 1:34.026 |       | 1:33.299 |       | —        | —     | 12   |
| 13                       | 7  | Kimi Räikkönen     | Alfa Romeo-Ferrari        | 1:34.125 |       | 1:33.419 |       | —        | —     | 13   |
| 14                       | 55 | Carlos Sainz Jr.   | McLaren-Renault           | 1:33.686 |       | 1:33.523 |       | —        | —     | 14   |
| 15                       | 4  | Lando Norris       | McLaren-Renault           | 1:34.148 |       | 1:33.967 |       | —        | —     | 15   |
| 16                       | 18 | Lance Stroll       | Racing Point-BWT Mercedes | 1:34.292 |       | —        | —     | —        | —     | 16   |
| 17                       | 63 | George Russell     | Williams-Mercedes         | 1:35.253 |       | —        | —     | —        | —     | 17   |
| 18                       | 88 | Robert Kubica      | Williams-Mercedes         | 1:35.281 |       | —        | —     | —        | —     | 18   |
| Tempo dos 107%: 1:39.144 |    |                    |                           |          |       |          |       |          |       |      |
| NP                       | 99 | Antonio Giovinazzi | Alfa Romeo-Ferrari        | S/Tempo  |       | —        | —     | —        | —     | 19 2 |
| NP                       | 23 | Alexander Albon    | Toro Rosso-Honda          | S/Tempo  |       | —        | —     | —        | —     | PL 1 |
| Fonte:                   |    |                    |                           |          |       |          |       |          |       |      |

Notas
- ↑1  – Alexander Albon (Toro Rosso) não participou do treino classificatório, depois de sofrer a batida no terceiro treino livre e correrá a critério dos comissários. Ele será obrigado a começar a partir do pit lane, após a troca de chassi.
- ↑2  – Antonio Giovinazzi (Alfa Romeo) não conseguiu definir um tempo durante o treino classificatório e competirá a critério dos comissários.

### Corrida
| Pos.   | Nu. | Piloto             | Construtor                | Voltas | Tempo/Retirado | Pit Stop | Pneus | Grid | Pontos |
| ------ | --- | ------------------ | ------------------------- | ------ | -------------- | -------- | ----- | ---- | ------ |
| 1      | 44  | Lewis Hamilton     | Mercedes                  | 56     | 1:32:06.350    | 2        |       | 2    | 25     |
| 2      | 77  | Valtteri Bottas    | Mercedes                  | 56     | +6.552         | 2        |       | 1    | 18     |
| 3      | 5   | Sebastian Vettel   | Ferrari                   | 56     | +13.774        | 2        |       | 3    | 15     |
| 4      | 33  | Max Verstappen     | Red Bull-Honda            | 56     | +27.627        | 2        |       | 5    | 12     |
| 5      | 16  | Charles Leclerc    | Ferrari                   | 56     | +31.276        | 2        |       | 4    | 10     |
| 6      | 10  | Pierre Gasly       | Red Bull-Honda            | 56     | +1:29.307      | 3        |       | 6    | 8 (1)1 |
| 7      | 3   | Daniel Ricciardo   | Renault                   | 55     | +1 volta       | 1        |       | 7    | 6      |
| 8      | 11  | Sergio Pérez       | Racing Point-BWT Mercedes | 55     | +1 volta       | 1        |       | 12   | 4      |
| 9      | 7   | Kimi Räikkönen     | Alfa Romeo-Ferrari        | 55     | +1 volta       | 1        |       | 13   | 2      |
| 10     | 23  | Alexander Albon    | Toro Rosso-Honda          | 55     | +1 volta       | 1        |       | PL   | 1      |
| 11     | 8   | Romain Grosjean    | Haas-Ferrari              | 55     | +1 volta       | 2        |       | 10   |        |
| 12     | 18  | Lance Stroll       | Racing Point-BWT Mercedes | 55     | +1 volta       | 2        |       | 16   |        |
| 13     | 20  | Kevin Magnussen    | Haas-Ferrari              | 55     | +1 volta       | 2        |       | 9    |        |
| 14     | 55  | Carlos Sainz Jr.   | McLaren-Renault           | 55     | +1 volta       | 2        |       | 14   |        |
| 15     | 99  | Antonio Giovinazzi | Alfa Romeo-Ferrari        | 55     | +1 volta       | 2        |       | PL   |        |
| 16     | 63  | George Russell     | Williams-Mercedes         | 54     | +2 voltas      | 2        |       | 17   |        |
| 17     | 88  | Robert Kubica      | Williams-Mercedes         | 54     | +2 voltas      | 1        |       | 18   |        |
| 18     | 4   | Lando Norris       | McLaren-Renault           | 50     | Danos          | 3        |       | 15   |        |
| Ret    | 26  | Daniil Kvyat       | Toro Rosso-Honda          | 41     | Danos          | 3        |       | 11   |        |
| Ret    | 27  | Nico Hülkenberg    | Renault                   | 16     | Motor          | 1        |       | 8    |        |
| Fonte: |     |                    |                           |        |                |          |       |      |        |

Notas
↑1  - Um ponto extra por ter feito a volta mais rápida da corrida.

## Voltas na Liderança
- Commons

| Nº de Voltas | Piloto         | Voltas |
| ------------ | -------------- | ------ |
| 56           | Lewis Hamilton | (1-56) |

## 2019DHLFastest Pit Stop Award

### Resultado
| 1      | 33 | Max Verstappen   | Red Bull-Honda   | 2.15 | 25 |
| 2      | 10 | Pierre Gasly     | Red Bull-Honda   | 2.19 | 18 |
| 3      | 5  | Sebastian Vettel | Ferrari          | 2.29 | 15 |
| 4      | 77 | Valtteri Bottas  | Mercedes         | 2.37 | 12 |
| 5      | 55 | Carlos Sainz Jr. | McLaren-Renault  | 2.39 | 10 |
| 6      | 4  | Lando Norris     | McLaren-Renault  | 2.57 | 8  |
| 7      | 16 | Charles Leclerc  | Ferrari          | 2.78 | 6  |
| 8      | 23 | Alexander Albon  | Toro Rosso-Honda | 2.81 | 4  |
| 9      | 44 | Lewis Hamilton   | Mercedes         | 2.92 | 2  |
| 10     | 20 | Kevin Magnussen  | Haas-Ferrari     | 2.93 | 1  |
| Fonte: |    |                  |                  |      |    |

### Classificação
| Tabela do DHL Fastest Pit Stop Award \| Pos \| Construtor \| Pontos \| \| --- \| ------------------------- \| ------ \| \| 1 \| Red Bull-Honda \| 115 \| \| 2 \| Ferrari \| 49 \| \| 4 \| Williams-Mercedes \| 39 \| \| 3 \| Mercedes \| 38 \| \| 5 \| McLaren-Renault \| 36 \| \| 6 \| Toro Rosso-Honda \| 16 \| \| 7 \| Renault \| 8 \| \| 8 \| Hass-Ferrari \| 2 \| \| 9 \| Racing Point-BWT Mercedes \| 0 \| \| 10 \| Alfa Romeo-Ferrari \| 0 \| |                           |        |
| Pos | Construtor                | Pontos |
| 1 | Red Bull-Honda            | 115    |
| 2 | Ferrari                   | 49     |
| 4 | Williams-Mercedes         | 39     |
| 3 | Mercedes                  | 38     |
| 5 | McLaren-Renault           | 36     |
| 6 | Toro Rosso-Honda          | 16     |
| 7 | Renault                   | 8      |
| 8 | Hass-Ferrari              | 2      |
| 9 | Racing Point-BWT Mercedes | 0      |
| 10 | Alfa Romeo-Ferrari        | 0      |

## Tabela do campeonato após a corrida
| Pos | Piloto           | Pontos | Var     |
| --- | ---------------- | ------ | ------- |
| 1   | Lewis Hamilton   | 68     | 1       |
| 2   | Valtteri Bottas  | 62     | 1       |
| 3   | Max Verstappen   | 39     | Estável |
| 4   | Sebastian Vettel | 37     | 1       |
| 5   | Charles Leclerc  | 36     | 1       |

| Pos | Construtor         | Pontos | Var     |
| --- | ------------------ | ------ | ------- |
| 1   | Mercedes           | 130    | Estável |
| 2   | Ferrari            | 73     | Estável |
| 3   | Red Bull-Honda     | 52     | Estável |
| 4   | Renault            | 12     | 3       |
| 5   | Alfa Romeo-Ferrari | 12     | 1       |